# Boeing 767
Die Boeing 767 ist ein zweistrahliges Großraumflugzeug des US-amerikanischen Flugzeugherstellers Boeing. Der wirtschaftlich sehr erfolgreiche Tiefdecker ist das erste Langstreckenflugzeug von Boeing mit nur zwei Triebwerken und kann bis zu 375 Passagiere mehr als 10.000 km weit befördern. Die letzte Passagiermaschine wurde im Juni 2014 ausgeliefert, als Frachtflugzeug und für das Militär wird die Boeing 767 bis heute produziert.

## Geschichte

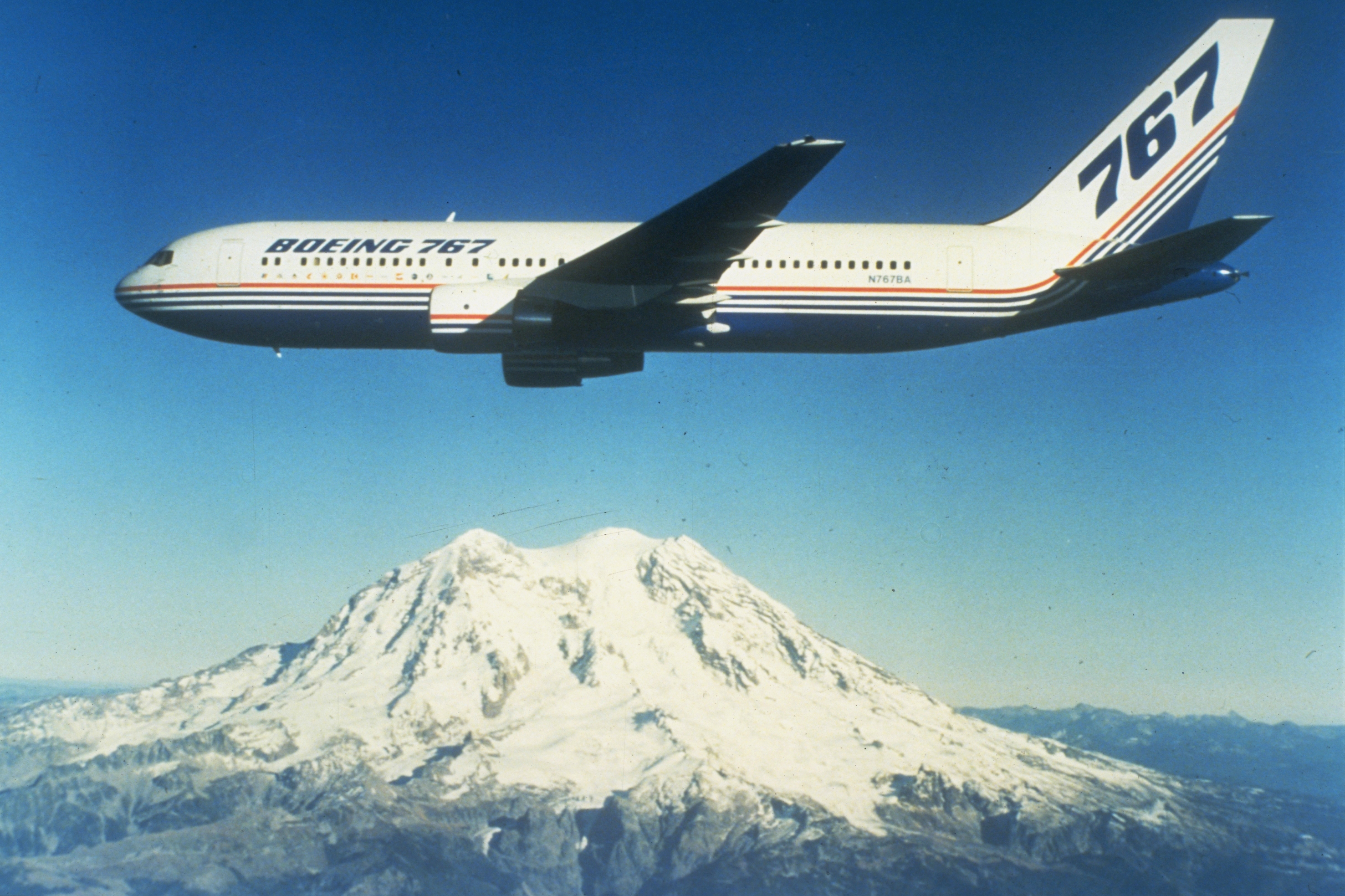
Die erste Boeing 767

Die Geschichte der Boeing 767 als Großraumflugzeug beginnt am 14. Juli 1978 mit der Bestellung von United Airlines über 30 Stück. Sie war als Ersatz für die Boeing 707 vorgesehen. Die Konstruktionsarbeiten begannen am 6. Juli 1979. Der Erstflug fand am 26. September 1981 in der Version 767-200 statt. Die Boeing 767 teilt sich viele Komponenten mit der gleichzeitig entwickelten Boeing 757.
Die Entwicklung der verlängerten Ausführung 767-300 begann im September 1983. Das erste Exemplar konnte 1986 an Japan Airlines ausgeliefert werden. Den beiden Erstversionen folgte jeweils eine Variante mit vergrößerter Reichweite, die an dem Kürzel „ER“ für „Extended Range“ zu erkennen sind. Anfang des Jahres 1993 folgte die Frachtvariante 767-300F auf Basis der 767-300. Zudem werden ausgemusterte Passagierflugzeuge zu Frachtflugzeugen umgerüstet. Die 767-300 ermöglichte erstmals Flugverbindungen mit einem Treibstoffverbrauch von unter 4 Litern pro Passagier je 100 Kilometern Flugstrecke.
Obwohl mit dem Airbus A310 fast gleichzeitig ein Wettbewerbsprodukt am Markt platziert wurde, verkaufte sich die 767 bis zur Einführung des Airbus A330 sehr gut. Die A330 besetzte das gleiche Marktsegment, stellte jedoch eine völlig neue Flugzeuggeneration dar. Aufgrund der besseren Wirtschaftlichkeit und des durch den größeren Rumpfquerschnitt bedingten höheren Komforts wurden für die A330 wesentlich mehr Aufträge gezeichnet als für die Boeing 767. Als Reaktion darauf wurde die stark überarbeitete Ausführung Boeing 767-400ER entwickelt. Diese stellt eine nochmalige Verlängerung der Grundversion Boeing 767-200 dar und wurde statt der ebenfalls vorgeschlagenen Boeing 777-100 entwickelt. Das erste Exemplar der 767-400ER hob am 9. Oktober 1999 ab. Der Markterfolg dieser Version blieb jedoch aus, da sie zu sehr auf die Bedürfnisse des US-amerikanischen Marktes ausgerichtet worden war und die Reichweite der A330 nicht erreichte. Daher beschloss Boeing 2004, mit der Boeing 787 ein völlig neues Flugzeug auf den Markt zu bringen.
Anfang 2009 rüsteten American Airlines als erste Fluggesellschaft ihre Boeing 767-300ER mit Winglets nach. Ende März 2009 folgte Austrian Airlines als erste europäische Fluggesellschaft.
Bei der gemeinsamen Entwicklung der Boeing 757 und der Boeing 767 wurde zur Erzielung von Synergieeffekten auf größtmögliche Gemeinsamkeiten der „Schwestermodelle“ geachtet. Deshalb sind die beiden Modelle strukturell ähnlich und können wegen der fast gleichen Avionik von Piloten mit derselben Musterberechtigung geflogen werden, da sich die beiden Cockpits zu 90 % gleichen. Diese Gemeinsamkeiten führen zu geringeren Trainings- und Wartungskosten, wenn beide Flugzeugtypen innerhalb einer Fluggesellschaft eingesetzt werden. Im Gegensatz zur 767 ist die 757 allerdings kein Großraumflugzeug. Überdies hat das Cockpitlayout der Boeing 767-200/-300 Ähnlichkeiten mit dem der „klassischen“ Boeing-737-Versionen.
Mit der Boeing 767-400ER führte Boeing ein neues Cockpit in die Boeing-767-Reihe ein. Es orientiert sich an dem der Boeing 777 und soll nach geringfügigen Umschulungen für die Crew genauso einfach zu bedienen sein wie das „Standard-Cockpit“ der 757/767-Familie.

## Technische Ausführung

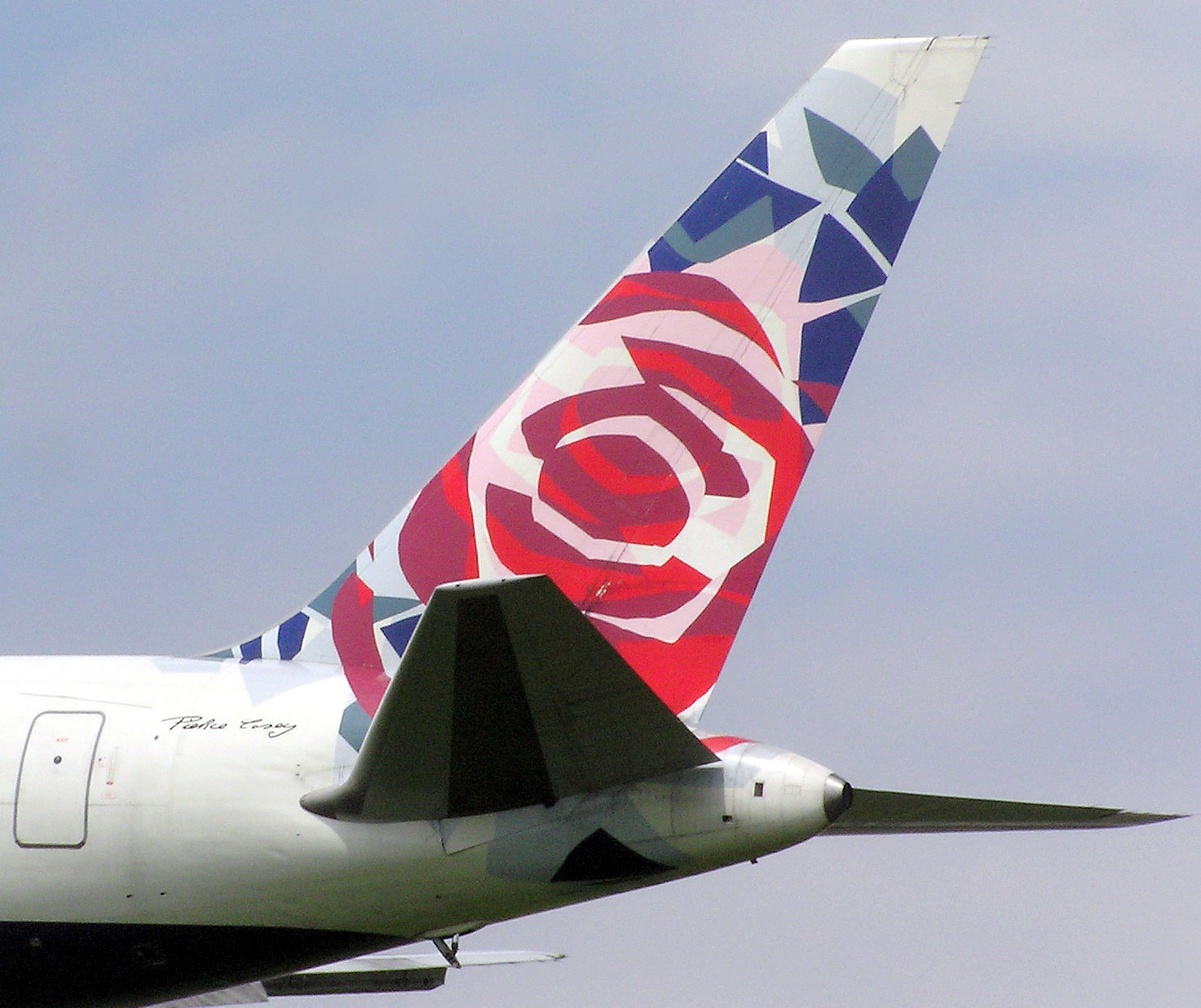
Heck einer Boeing 767-300 von British Airways. Gut zu sehen ist der Auslass des Hilfstriebwerks.

Die komplette Rumpfzelle und das Tragwerk sind nach dem Fail-Safe-Prinzip ausgelegt und bestehen im Wesentlichen aus Aluminium. Die meisten Bauteile werden von Zulieferern gefertigt, so stammen etwa die Tragflächenvorderkante von Boeing Military Aircraft und das Tragflächenmittelstück und die angrenzenden Rumpfbereiche sowie die Druckschotten des Rumpfes von Northrop Grumman. Bei der Herstellung des Rumpfes sind vor allem Mitsubishi, die die hinteren Rumpfverkleidungen und die hinteren Türen liefern, sowie Kawasaki, die den vorderen und mittleren Rumpfbereich inklusive der Notausstiegsklappen herstellen, verantwortlich. Des Weiteren liefert Kawasaki die Verrippung der Holme. Fuji stellt den Rumpf-Flügel-Übergang aus Verbundmaterial und die Fahrwerksklappen, die aus kohlenstofffaserverstärktem Kunststoff bestehen, her, Alenia ist für die Klappen, Ruder, Vorflügel, die Tragflächenspitzen sowie die Radarabdeckung im Bug verantwortlich, während Vought das Höhenleitwerk herstellt. Den hinteren Rumpfbereich liefert Canadair.
Die beiden Triebwerke sind in Gondeln unterhalb der Tragflächen angebracht, der Treibstoff ist in zwei Integraltanks in den Tragflächen und einem oder zwei Tanks im Rumpf. Der Betankungsanschluss befindet sich auf der Unterseite des linken Außenflügels.
Die 767 hat ein einziehbares Bugradfahrwerk mit drei Fahrwerksbeinen. Das Bugfahrwerk wird von Menasco hergestellt und hat zwei Räder, es wird hydraulisch nach vorne eingefahren. Der Lenk-Ausschlag beträgt ±16°, wobei beim Schleppen durch das Lösen einer Verriegelung ±65° möglich sind. Das Hauptfahrwerk aus vier Rädern mit je einem Gasdruckstoßdämpfer stammt von Cleveland Pneumatic und wird zum Rumpf hin eingezogen. Honeywell liefert die Räder und die Scheibenbremsen, die mit einem Antiblockiersystem ausgerüstet sind.

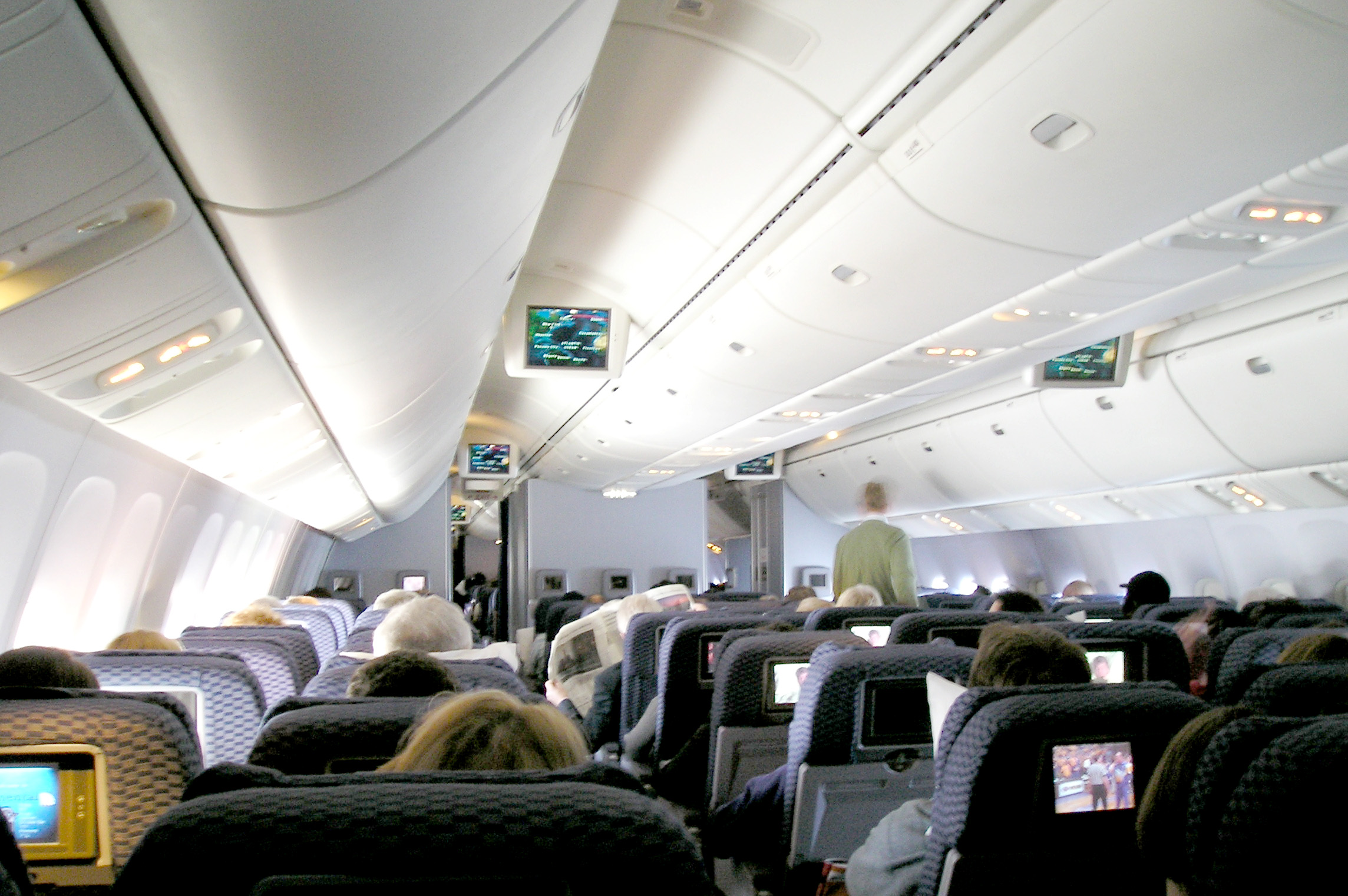
Kabine einer Boeing 767-400ER

Ebenfalls von Honeywell stammen die Klimaanlage und die Regelung der Druckkabine. Der Kabineninnendruck liegt maximal 0,59 bar über dem Außendruck. Das Notsauerstoffsystem wird für den Passagierbereich durch einen chemischen Sauerstofferzeuger sichergestellt; die Sauerstoffmasken der Besatzung werden von einem Druckgassystem versorgt. Für die Stromversorgung sind zwei 115/200 V 3~ 400 Hz 90 kW Generatoren an den Triebwerken und ein weiterer 90 kW Generator am Hilfstriebwerk (APU) vorhanden; bei den Versionen -200ER und -300ER gibt es einen zusätzlichen vom Hydrauliksystem versorgten Generator, der optional auch bei den Ausführungen -200 und -300 eingebaut werden kann. Die APU ist in der Heckverkleidung unterhalb des Seitenleitwerkes eingebaut und kann sowohl am Boden als auch in der Luft betrieben werden. Die Hydraulik besteht aus drei unabhängigen Systemen, die einen Systemdruck von 207 bar aufweisen. Zwei Hydraulikpumpen werden von den Triebwerken mechanisch angetrieben, eine über Zapfluft der Triebwerke oder von der APU. Die Hydraulik betätigt Ruder und Klappen.
Die Tragfläche hat eine Pfeilung von 31°30′ und eine V-Stellung von 6°, der Einstellwinkel beträgt 4°15′. Die Ruder und Klappen werden konventionell und hydraulisch betätigt. Die Querruder-Steuerung besteht aus inneren und äußeren Ruderklappen; im Bereich hoher Fluggeschwindigkeiten werden nur die beiden Ruder am Innenflügel betätigt, im niedrigen Geschwindigkeitsbereich werden zusätzlich auch die vierteiligen Querruder am Außenflügel ausgeschlagen. Auf jeder Tragflächenoberseite sind sechs Störklappen vorhanden, die als Luftbremse sowie als Ground- und Rollspoiler verwendet werden. Als Auftriebshilfe sind einfache (Außenflügel) bzw. zweistöckige Spaltklappen (Innenflügel) vorhanden, an der Tragflächennasenkante befindet sich ein Vorflügel. Zur Höhentrimmung kann der Einstellwinkel des Höhenleitwerkes verändert werden.

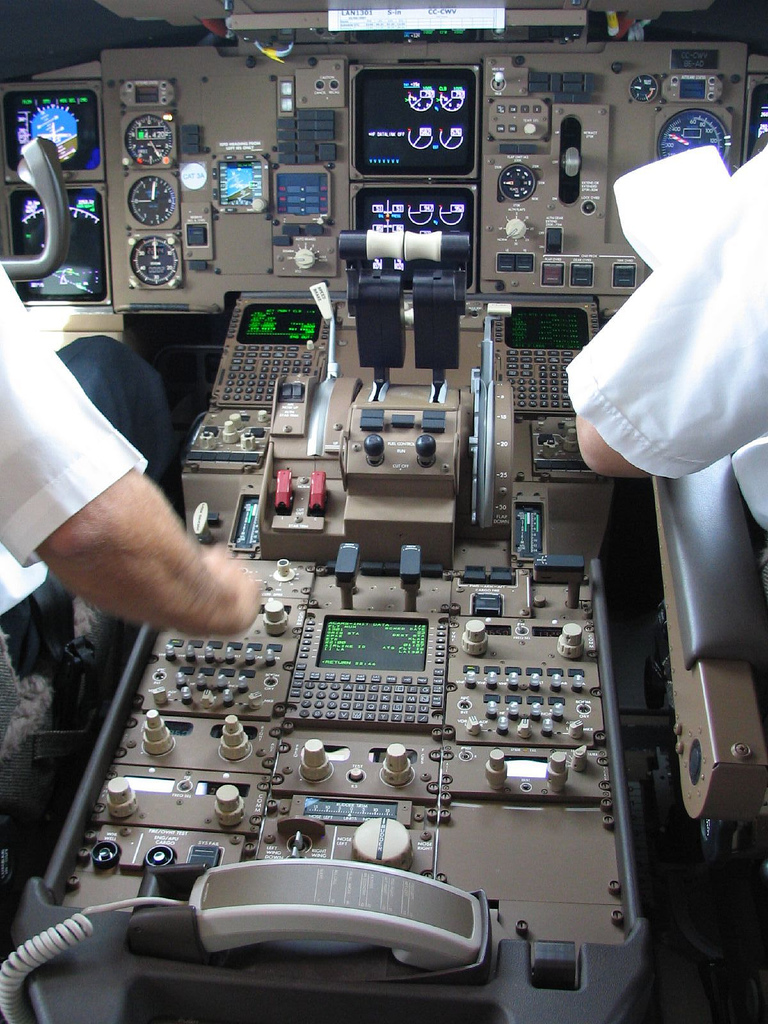
Cockpit einer Boeing 767 (CC-CWV, LATAM Chile)

Das Cockpit ist für zwei Piloten ausgelegt und hat einen zusätzlichen Platz für einen Beobachter; ein weiterer Beobachtungsplatz kann zusätzlich eingebaut werden. Es ist mit einem Honeywell EFIS-700 als primäres Informationssystem ausgerüstet, zur Avionik gehören ein Wetterradar, VOR/ILS-Empfänger, der in Verbindung mit dem FCS-700 Fluglageregler für Landungen bis zur Kategorie IIIb zugelassen ist, ein ADF und ein DME. Ein elektronischer Magnetkompass und ein Radiohöhenmesser gehören ebenso zur Serienausstattung wie ein inertiales Navigationssystem, ein redundantes Flight Management Computer System mit einem digitalen Luftdatenrechner, das optional mit einem Schutz gegen Windscherung ausgerüstet werden kann. Der Flugkontrollrechner ist dreifach redundant ausgelegt.
Enteisungsvorrichtungen befinden sich an den äußeren Tragflächenvorderkanten, den Triebwerkseinläufen, dem Pitot-Statik-System und der Windschutzscheibe. Ebenso befindet sich im Cockpit der 767 ein neuer Autopilot (AP) und ein Flight Director (FD). In der Electronic Bay schlägt das Herz des Flugzeuges. Wegen des Big-Grip-Steuerhorns gibt es jedoch keine Tische wie im Airbus-Cockpit mit Sidestick, sodass die Piloten auf den Beinen essen müssen.

## Versionen

### Triebwerksvarianten
Die Boeing 767 wurde und wird mit verschiedenen Triebwerken angeboten. Ursprünglich waren lediglich das JT9D-7R4 von Pratt & Whitney und das CF6-80A von General Electric verfügbar. Noch für die ursprünglichen Varianten der 767, der 200 und 300, lieferten Pratt & Whitney und General Electric verbesserte Triebwerke vom Typ PW4062 respektive CF6-80C2B7F. Die neueren Versionen – 200ER, 300ER und 300F – wurden von Anfang an ausschließlich mit den verbesserten Triebwerken ausgeliefert. Mit dem RB211-524H von Rolls-Royce wurde zudem eine dritte Triebwerksoption in das Programm aufgenommen, welche allerdings nur von British Airways und China Yunnan Airlines bestellt wurde. Für die größte Variante 767-400ER schließlich mussten stärkere Triebwerke entwickelt werden, die bei General Electric mit CF6-80C2B8F einen eigenen Namen erhielten. Von Rolls-Royce ist für die 400ER kein Triebwerk erhältlich.

### Zivile Varianten
Bis heute wurden drei Grundversionen gebaut:
- die 767-200
- die 767-300
- die 767-400

Diese unterscheiden sich in ihrer Länge, teils auch in der Spannweite. Das Kürzel ER bei mehreren Versionen steht für Extended Range (größere Reichweite). Die 767-400 nimmt insofern eine Sonderstellung ein, als eine Version ohne den ER-Zusatz nie gebaut wurde. Die größere Reichweite wird in erster Linie durch größere Treibstofftanks erreicht. Daneben gibt es noch eine Frachtversion, die 767-300F. Eine weitere Cargovariante mit dem ursprünglich vorgesehenen Namen Boeing 767-200LRF (Long Range Freighter) wird inzwischen 767-2C genannt; auf ihr baut die parallel entwickelte neue Version der militärischen KC-767, die KC-46, auf.

#### Boeing 767-200

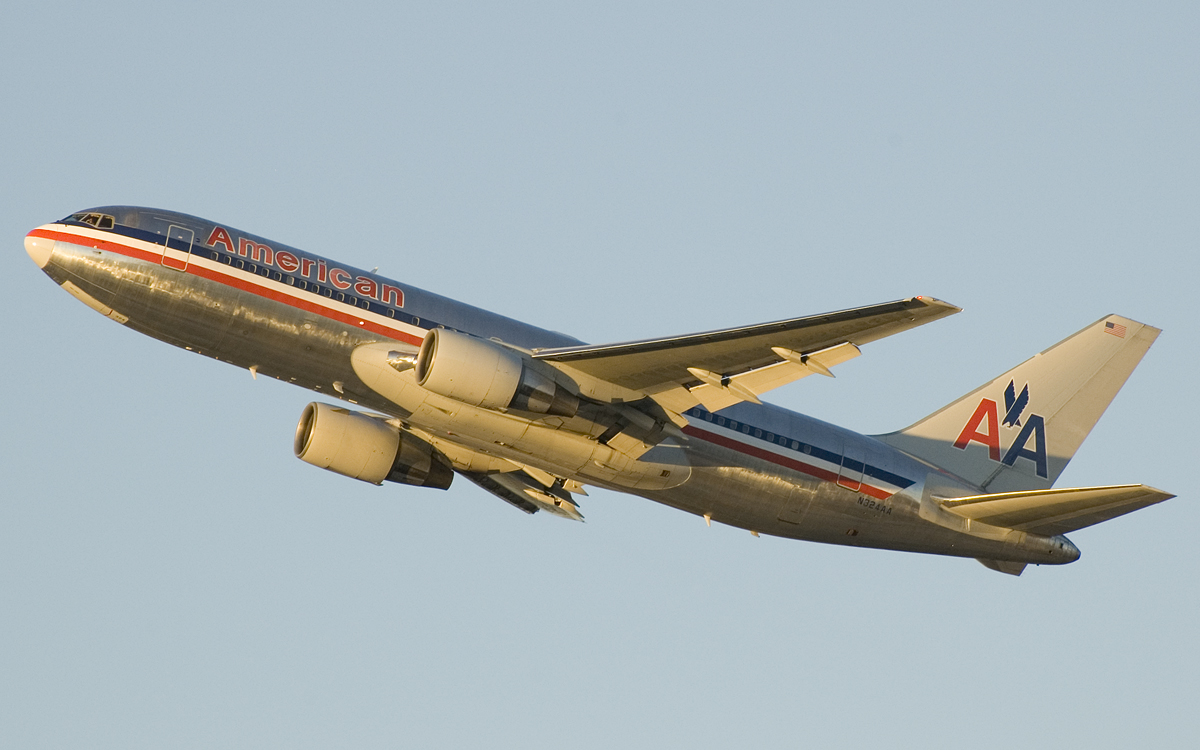
Eine Boeing 767-200 der American Airlines

Die Boeing 767-200 war das erste Modell der Baureihe. Das erste Flugzeug wurde am 14. Juli 1978 bestellt. Bereits drei Jahre später fand die Rollout-Zeremonie am 4. August 1981 statt. Der erste Prototyp des Musters hob am 26. September 1981 ab. Am 30. Juli 1982 wurde das Flugzeug zertifiziert, am 19. August wurde das erste Serienflugzeug an den Erstkunden United Airlines übergeben, der den Flugbetrieb am 8. September aufnahm. Bis April 1994 wurden alle 128 bestellten Maschinen ausgeliefert.
Die Boeing 767-200 wird als Mittelstreckenflugzeug eingesetzt und bietet in der Standardbestuhlung Platz für 224 Passagiere, davon 18 in der ersten Klasse mit 2+2+2 Sitzreihen und 96,5 cm Sitzabstand. Die restlichen Sitze sind im Schema 2+3+2 mit einem Sitzabstand von 81 cm angeordnet. Insgesamt gibt es fünf Toiletten, zwei im hinteren Rumpf, zwei in der Mitte der Hauptkabine und eine im vorderen Bereich der ersten Klasse. Ein Einklassenkabinenlayout ergibt ein Sitzplatzangebot für 255 Passagiere. Eine hochdichte Bestuhlung mit 2+4+2 Sitzreihen und 76 cm Sitzabstand erlaubt eine Passagierzahl von 290, erfordert aber zwei zusätzliche Notausgänge über den Tragflächen. Diese Ausführung wurde den Fluglinien angeboten, und in geringerer Stückzahl auch produziert. Ein Dreiklassenlayout ergibt eine Sitzplatzkapazität von 181 Passagieren, davon 15 in der First Class mit 2+1+2 Sitzreihen bei einem Sitzabstand von 152 cm, 40 in der Business Class mit 2+2+2 Reihen und einem Sitzabstand von 91 cm. Der mittlere Raum für das Handgepäck beträgt 0,08 m³ pro Passagier. Er befindet sich in schließbaren Behältern über den Sitzen.
Die Treibstoffkapazität beträgt 63.216 Liter. In dem vorderen und hinteren Laderaum ist insgesamt Platz für 22 Container des Typs LD2 oder elf LD3. Tore zu den Frachträumen befinden sich vorne und hinten auf der rechten Rumpfseite. Die Abmessungen betragen jeweils 1,75 m Höhe × 1,78 Meter Breite. Eine Luke von 1,22 × 0,97 m für Gepäckstücke ist im hinteren Bereich auf der linken Seite angeordnet.
Ein Konkurrenzmuster war der zur selben Zeit entwickelte Airbus A310-200.

#### Boeing 767-200ER

Eine Boeing 767-200ER der El Al

Als Variante mit erhöhter Reichweite (englisch Extended Range) wird die Boeing 767-200ER angeboten. Die erste Bestellung wurde am 16. Dezember 1982 durch Ethiopian Airlines aufgegeben. Die 767-200ER führte ihren Erstflug am 6. März 1984 durch, bereits am 26. März wurde das erste Flugzeug an El Al ausgeliefert. Bis März 2008 wurden alle 121 bestellten Maschinen ausgeliefert.
Gegenüber dem Muster 767-200 wurde die vordere Frachttür auf der rechten Seite serienmäßig auf 1,75 × 3,40 Meter vergrößert. Durch einen zweiten Rumpftank mit 27.558 Liter Fassungsvermögen wurde die Treibstoffkapazität auf 90.774 Liter erhöht.
Als erstes wirkliches zweistrahliges Langstreckenflugzeug (neben dem Airbus A310) brach sie einige Langstreckenrekorde und legte durch ihre Zuverlässigkeit die Basis für die heutzutage normalen Transatlantikflüge mit lediglich zwei Triebwerken (ETOPS). Die maximale Reichweite liegt bei 12.200 Kilometer. 1988 stellte eine Boeing 767-200ER der Air Mauritius einen neuen Streckenrekord für Twinjets auf der Strecke Halifax–Mauritius mit 14.042 Kilometer auf. Dieser wurde erst durch die Boeing 777 gebrochen.

#### Boeing 767-200(BD)SF
Die Boeing 767-200SF (Special Freighter) ist eine von Passagier- in Frachtmaschine umgebaute 767-200. Eine weitere Version der SF ist die BDSF (Bedek Special Freighter), die von Israel Aerospace Industries umgebaut ist und derzeit unter anderem von ABX Air, West Air Sweden und Cargojet Airways eingesetzt wird. Die BDSF basiert auf der 767-200ER.

#### Boeing 767-2C
Die Boeing 767-2C ist die neueste Frachtversion. Ihr Erstflug fand am 28. Dezember 2014 statt. Grundlagen der Konstruktion sind der Rumpf der 767-200ER, die Tragflächen der 767-300, die Leitwerke der 767-400ER und die Cockpit-Displays der 787. Die Entwicklung war eng an die der auf ihr basierenden militärischen Tankerversion KC-46 gekoppelt. Bislang (Stand: Ende Juli 2025) konnte Boeing außer 168 in diesem Zusammenhang erteilten Aufträgen noch keine Bestellungen verzeichnen. Im Dezember 2018 wurden die ersten zehn Exemplare ausgeliefert, bis Ende Juli 2025 insgesamt 101 Stück.

#### Boeing 767-300

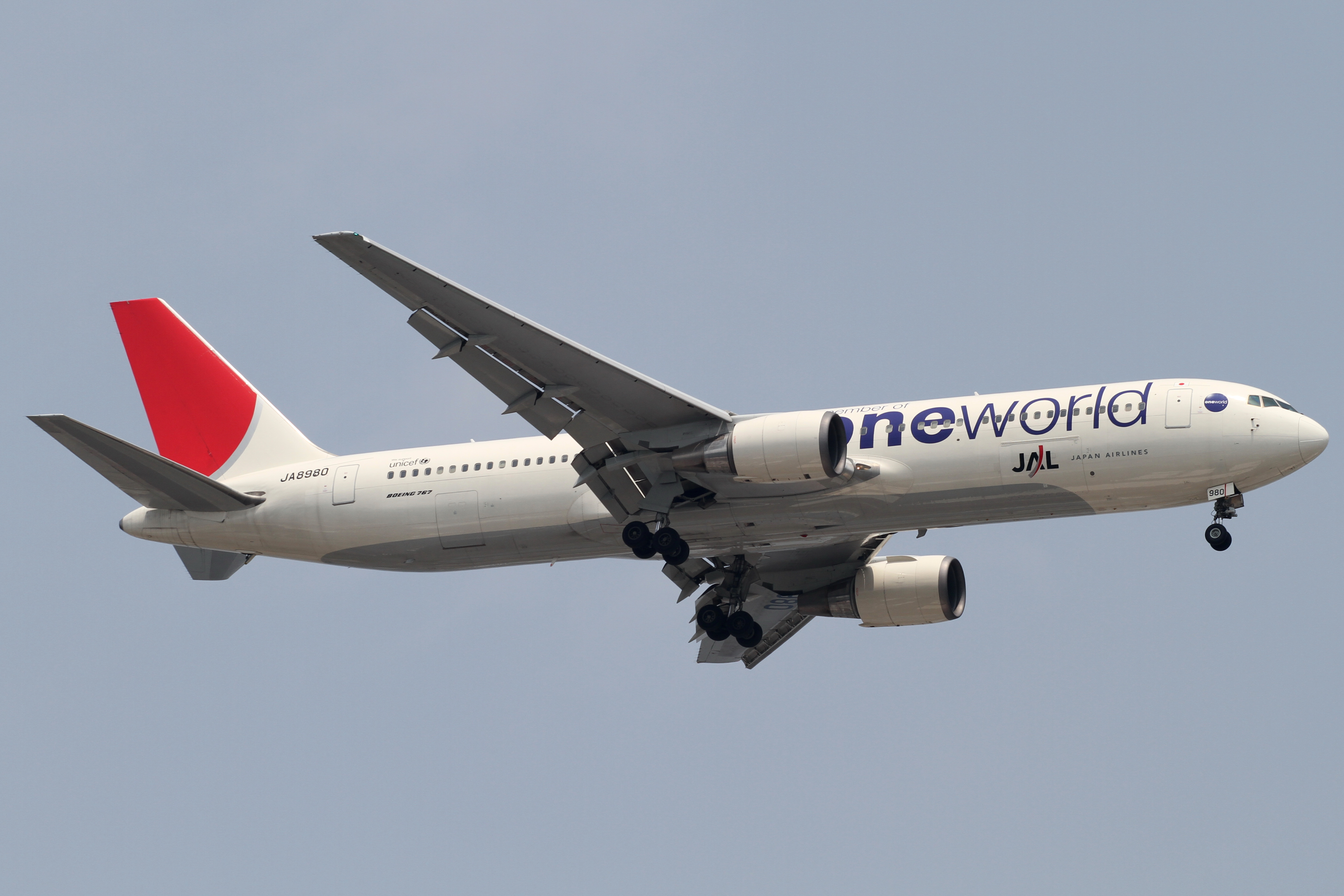
Boeing 767-300 der Japan Airlines

Die Boeing 767-300 ist eine gestreckte Version der Boeing 767-200. Dabei wurde eine 3,07 Meter lange Sektion vor der Tragfläche und eine von 3,35 Meter hinter der Tragfläche ergänzt. Zusätzlich wurde das Fahrwerk verstärkt, und einige Teile des Rumpfes und der Tragfläche wurden aus dickerem Material gefertigt. Das Abfluggewicht blieb gleich wie bei der 767-200. Die Entwicklung dieser Variante wurde im Februar 1982 bekannt gegeben, die erste Bestellung des Flugzeugs gab Japan Airlines am 29. September 1983 auf. Der Roll-Out fand am 14. Januar statt, der Erstflug der 767-300 am 30. Januar 1986 mit JT9D-Triebwerken. Am 22. September war das Flugzeug mit JT9D- und CF6-Triebwerken zertifiziert. Japan Airlines übernahm das erste Modell am 25. September 1986 und setzte es ab dem 20. Oktober im Flugbetrieb ein. Bis August 2001 wurden alle 104 bestellten Maschinen ausgeliefert.
Die Boeing 767-300 wird als Langstreckenflugzeug eingesetzt. Die Reichweite beträgt bis zu 9700 Kilometer. Dies genügt für transatlantische Verbindungen, eine der Standardrouten für diese Version. Die 767-300 bietet in der Standardbestuhlung Platz für 269 Passagiere, davon 24 in der ersten Klasse mit 2+2+2 Sitzreihen und 96,5 cm Sitzabstand. Die restlichen Sitze sind in einem 2+3+2-Schema mit einem Sitzabstand von 78,7 cm angeordnet. Insgesamt gibt es sechs Toiletten. Ein Einklassenkabinenlayout ergibt ein Sitzplatzangebot von 286 Passagieren mit 81 cm Sitzabstand. Eine hochdichte Bestuhlung mit 71 cm Sitzabstand erlaubt eine Passagierzahl von 351. Alle Kabinenlayouts für mehr als 290 Passagiere erfordern zusätzliche Notausgänge. Ein Dreiklassenlayout ergibt eine Sitzplatzkapazität von 218 Passagieren, davon 18 in der First Class mit 2+1+2 Sitzreihen bei einem Sitzabstand von 152 cm, 46 in der Business Class mit 2+2+2 Reihen und einem Sitzabstand von 91 cm.

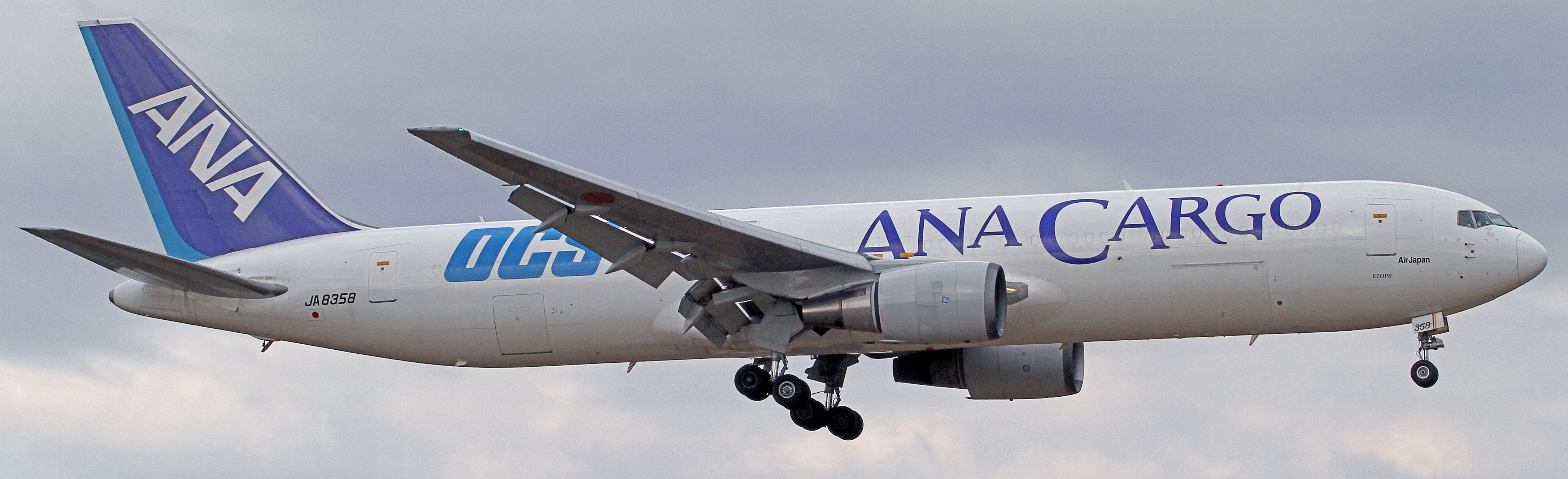
Boeing 767-300BCF der ANA Cargo

In dem vorderen und hinteren Laderaum ist insgesamt Platz für 30 Container LD2 oder 15 LD3.
Zu Frachtflugzeugen umgebaute Flugzeuge dieses Typs werden als 767-300BCF (Boeing Converted Freighter) bezeichnet. Die erste Maschine dieses Typs hatte am 9. April 2008 ihren Erstflug und wurde im Juni 2008 an All Nippon Airways geliefert. Im Februar 2025 wurde die 100. Maschine an SF Airlines ausgeliefert.

#### Boeing 767-300ER

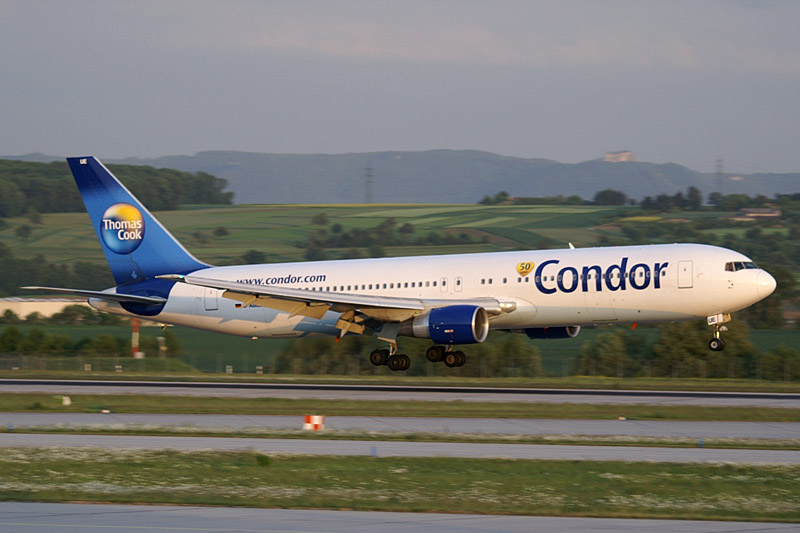
Eine Boeing 767-300ER der Condor

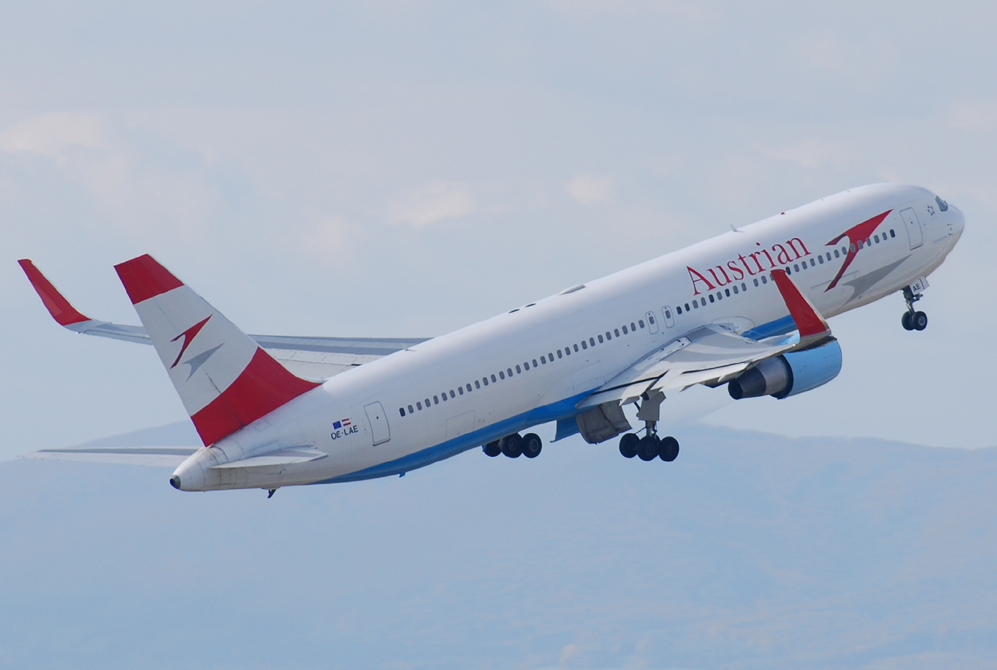
Eine Boeing 767-300ER der Austrian Airlines mit nachgerüsteten Winglets

Die Boeing 767-300ER ist eine Version der 767-300 mit größerer Reichweite und dem zusätzlichen Rumpftank, wie er auch in der 767-200ER eingebaut ist. Die Entwicklung begann im Januar 1985. Der Erstflug der 767-300ER fand am 19. Dezember 1986 statt, Erstkunde war American Airlines, die am 3. März 1987 15 Flugzeuge bestellt hatte. Den Flugbetrieb nahm die 767-300ER am 3. März 1988 bei American Airlines auf, nachdem die erste Maschine am 19. Februar 1988 ausgeliefert worden war. Die Bestuhlungsmöglichkeiten entsprachen denen der 767-300. Das Startgewicht konnte optional auf 172.365 kg angehoben werden. Ab 1992 war auch ein Startgewicht von 186.880 kg zulässig. Die letzte der 583 produzierten Maschinen wurde im Juni 2014 an Air Astana geliefert; dies war zugleich die letzte Auslieferung einer Passagier-767.
Im Jahr 1995 nutzte EVA Air als erste Fluggesellschaft die 767-300ER für transpazifische Langstreckenflüge.
British Airways bestellte im August 1987 erstmals bei der 767 Triebwerke von Rolls-Royce. Der Auftrag über zunächst elf Maschinen wurde später auf 25 aufgestockt und die erste Maschine am 8. Februar 1990 ausgeliefert.
Im Jahr 2000 wurde die Inneneinrichtung überarbeitet und dem Stand der 777 angepasst. Erster Kunde dieses neuen Interieurs war die Lauda Air.
Zwischen 1998 und 2002 wurde auch der Einbau eines zusätzlichen 7571 Liter fassenden Tanks im Heck untersucht. Diese 767-300ERX genannte Version hätte so eine Reichweite von 12.400 km erreicht. Es kam jedoch nicht zu einer Ausführung.
Beide 300er Versionen (B763 und B763ER) werden auf Wunsch der Airlines auch mit einer je Seite zusätzlichen mittleren Tür, die vor der Tragfläche angebracht ist, ausgerüstet. Somit sind auf jeder Seite drei gleich große Türen montiert.
Am 20. Juli 2008 startete dann die erste mit (zwei jeweils 4,3 Meter langen und aus kohlenstofffaserverstärktem Kunststoff bestehenden) Winglets ausgerüstete Maschine zu ihrem Erstflug. Der Nachrüstsatz für die Tragflächenspitzen stammt von Aviation Partners Boeing und soll den Kraftstoffverbrauch um bis zu 6,5 % senken bzw. die Reichweite und Nutzlast verbessern. 2010 hat American Airlines angekündigt, alle ihre 58 Maschinen dieses Typs mit Winglets auszustatten. Mittlerweile besitzt American Airlines 73 Maschinen, wobei 21 mit Winglets ausgestattet sind.

#### Boeing 767-300F
Die 767-300F (englisch Freighter) ist eine ab Werk lieferbare Frachtversion der 767 auf Basis der 767-300ER. Das Entwicklungsprogramm der 767-300F wurde am 15. Januar 1993 durch die Bestellung von 30 Flugzeugen seitens United Parcel Service offiziell gestartet. Von den zusätzlich gezeichneten weiteren 30 Optionen wurden zunächst nur zwei wahrgenommen.
Die Produktion der 767-300F begann im Januar 1995, am 8. Mai desselben Jahres war der Roll-Out der Maschine. Der Erstflug wurde am 20. Juni durchgeführt, das erste Flugzeug konnte am 12. Oktober an UPS Airlines übergeben werden. Die UPS-Maschinen sind speziell auf den Transport von Paketen ausgelegt und sehr einfach ausgerüstet. Asiana bestellte eine 767-300F mit Handlingshilfen für Haupt- und Unterdeck sowie Klimaanlagen, um Tiere oder leicht verderbliche Ware befördern zu können.
Gegenüber der 767-300ER wurden das Fahrwerk und die Tragflächen verstärkt. Das Hauptladedeck wurde so ausgeführt, dass es 24 Container tragen kann. Das Frachtvolumen auf dem Hauptdeck beträgt 339,5 m³, im Unterdeck sind es 92,9 m³. Die Kabinenfenster wurden weggelassen. Auf der vorderen linken Rumpfseite wurde für die Beladung des Hauptdecks eine 2,67 × 3,40 Meter große Frachttür eingebaut.
Am 22. Juli 2015 wurde bekannt, dass FedEx 50 Maschinen bestellt; zusammen mit der Option auf weitere 50 bis 2023 und den bisher bestellten beläuft sich der Auftrag auf 106 Maschinen zu 10 Milliarden Dollar Listenpreis und ist damit der größte, der jemals für die 767 erteilt wurde.
Bisher (Stand: Ende Juli 2025) wurden 288 Exemplare der 767-300F bestellt und 261 davon ausgeliefert.

#### Boeing 767-400ER

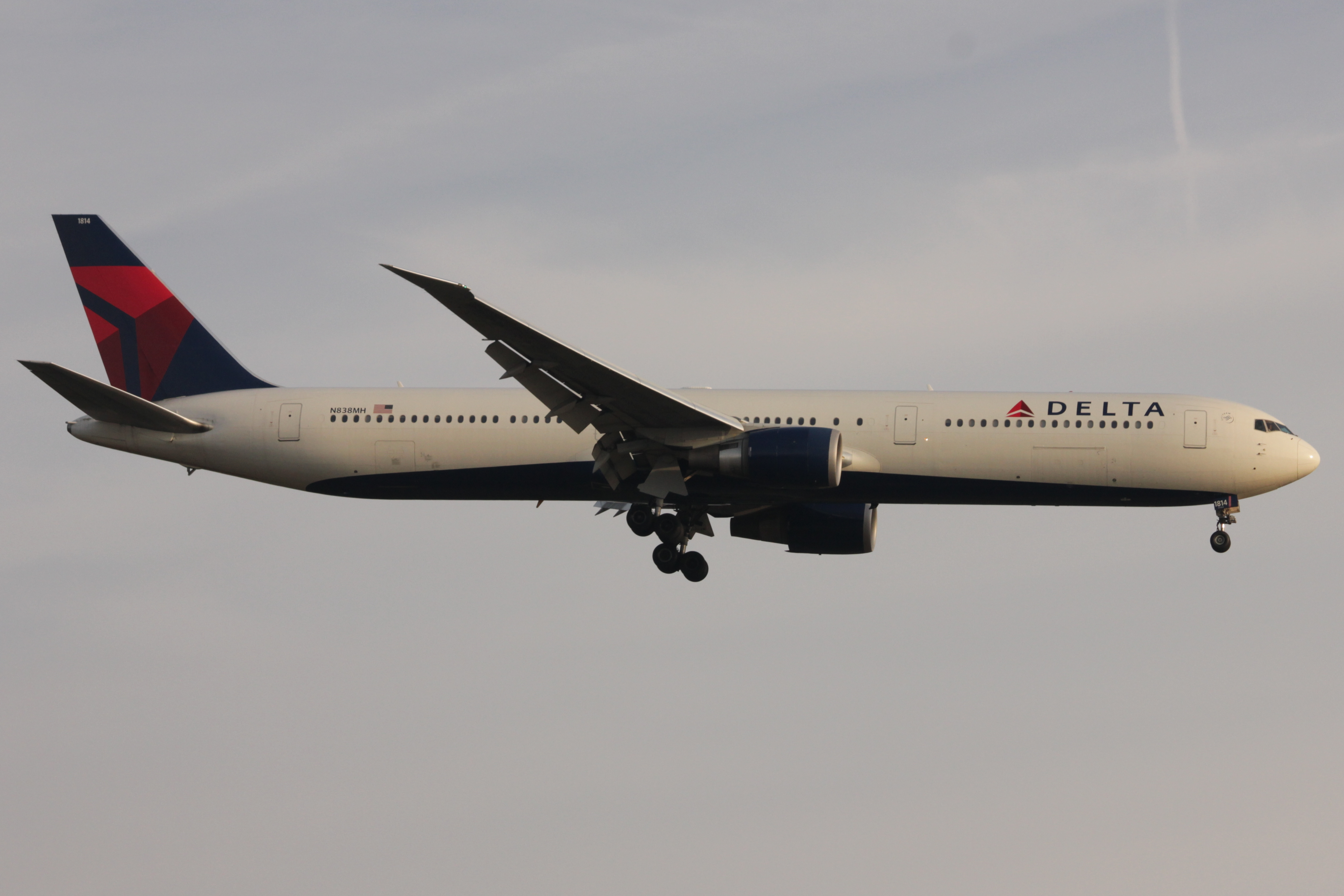
Eine Boeing 767-400ER der Delta Air Lines

Die Boeing 767-400ER ist eine gegenüber der 767-300 nochmals verlängerte Version der 767. Dazu wurde jeweils ein 3,36 Meter langes Kabinenstück vor der Tragfläche und ein 3,07 Meter langes Stück dahinter eingefügt. Die Konstruktion der 767-400ER begann 1996, ab Januar 1997 wurde das Modell angeboten.
Die erste Bestellung über 21 Flugzeuge erfolgte am 28. April 1997 durch die Delta Air Lines, Continental Airlines bestellte am 10. Oktober 26 Maschinen. Der Zusammenbau der ersten Maschine begann am 9. Februar 1999. Der Roll-Out fand am 26. August 1999 statt, der Erstflug am 9. Oktober 1999. Vier Maschinen nahmen an Flugversuchen teil. Am 20. Juli 2000 wurde das Flugzeug zugelassen. Die erste Maschine wurde am 11. August 2000 an die Delta Air Lines ausgeliefert, die den Flugbetrieb damit am 14. September 2000 aufnahm. Continental erhielt als erste 767-400ER den überarbeiteten zweiten Prototyp am 30. August 2000.
Die 767-400ER unterscheidet sich von ihren Vorgängern durch ein neues Cockpit-Layout sowie eine erneuerte Avionik, das an das der Boeing 777 angelehnt wurde und von Rockwell Collins stammt. Damit vereinfacht sich zwar die Umschulung der Piloten der 777, allerdings müssen die für 767-200/300 geschulten Piloten aufwendiger als normal nachgeschult werden.
Die Kabine wurde ähnlich der 777 neu gestaltet und der Rumpf im Bereich der Fenster ohne Stringer ausgeführt. Die Fenster selbst weisen ebenfalls die elliptische Form wie bei der 777 auf. Die Tragfläche wurde durch den Einsatz stärkerer Rippen, Holme und Oberflächen verstärkt, und durch Raked Wingtips wurde die Spannweite um 4,42 Meter erhöht. Dies ergab bessere Start- und Steigleistungen. Das gesamte Frachtvolumen beträgt 129,7 m³.
Um die Gefahr eines Tailstrikes zu verringern, wurde das Hauptfahrwerk um 46 cm verlängert und mit größeren Reifen ausgerüstet. Zusätzlich kommt ein hydraulisch ausfahrbarer Tailbumper zum Einsatz.
Die Leistung der Generatoren wurde auf 120 kVA erhöht. Als APU kommt eine Honeywell 331-400, ebenfalls mit einem 120-kVA-Generator ausgerüstet, zur Verwendung.
Die Kraftstoffmenge entspricht der 767-300ER. Das maximale Startgewicht wurde auf 204.115 kg angehoben.
Mit der Boeing 767-400ER können bis zu 375 Passagiere über eine Strecke von maximal 10.547 Kilometern transportiert werden. Die normale Bestuhlung in einem 3-Klassenlayout ermöglicht den Transport von 245 Passagieren, bei einem 2-Klassenlayout sind es 304 Passagiere.
Delta und Continental Airlines blieben die einzigen Kunden für diese Ausführung (von einem VIP-Exemplar abgesehen). Gegenüber dem Konkurrenzmuster Airbus A330-200 blieb die 767-400ER, trotz Überarbeitung, weniger attraktiv. Bis Januar 2009 wurden alle 38 bestellten Maschinen ausgeliefert.

### Militärische Varianten

#### E-767 AWACS

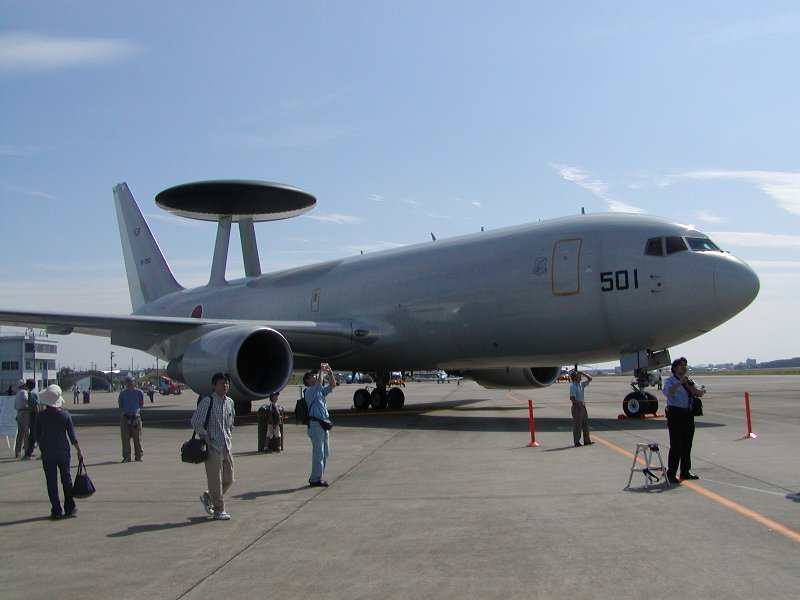
Boeing 767 der japanischen Luftwaffe

Die japanische Luftwaffe nutzt vier 767 als AWACS-Plattform zur luftgestützten Radarüberwachung. Die Maschinen wurden 1998/99 an Japan ausgeliefert und befinden sich seit dem Jahr 2000 im Einsatz. Als Triebwerke kommen General Electric CF6-80C2B6FA zum Einsatz. Zum Betrieb der umfangreichen Elektronik sind diese mit Generatoren von je 300 kVA ausgerüstet.
Erkennungszeichen ist die Antenne auf dem Rumpf mit einem Durchmesser von 9,1 Meter. Das Radarsystem ist vom Typ Northrop Grumman AN/APY-2, das im 10-GHz-Bereich arbeitet. Die Umdrehungsgeschwindigkeit der Antenne beträgt 6 min−1 im Betrieb, 1 min−1 ohne aktives Radar. Die Reichweite der Radaranlage beträgt 320 km. Die Radarbetriebsarten sind Puls-Doppler-Betrieb mit und ohne Höhenkennung, Oberflächensuche für Marineaufgaben, Suche hinter dem Horizont und eine Betriebsart für ultralange Reichweiten. Dazu kommt noch ein passiver Modus.
Geflogen wird die Maschine von zwei Piloten. Es sind 18 Radaroperateure an Bord, die von einem Missionsspezialisten und einem taktischen Leiter geführt werden.

#### KC-767
Die Boeing KC-767 ist eine Ausführung der Boeing 767 als Tank- und Transportflugzeug auf Basis der zivilen 767-200 oder 767-300. Die Maschine hat einen starren Tankausleger („Flying Boom“) von Boeing, der von einem Bediener im Heck der Maschine gesteuert wird, und zwei Schlauchausleger von Smith Aerospace. Im Juni 2000 wurden umfangreiche Versuche mit einer umgebauten 767 erfolgreich durchgeführt. Die Gesamtkraftstoffkapazität beträgt 112.578 Liter. Zusätzlich können auf dem Hauptdeck 18 Paletten vom Typ 463L oder 216 Personen befördert werden. Weitere Güter können im Unterdeck transportiert werden. Die drei bisherigen Kundennationen sind alle am Bau der 767 beteiligt (siehe Abschnitt 2).
 Italien
Die italienische Regierung bestellte im Dezember 2002 auf Basis der 767-200ER vier Maschinen der Version KC-767A für einen Gesamtpreis von 618 Millionen US-Dollar. Basis dieser Maschinen sind 767-200ER mit CF6-80C2-Triebwerken. Neben dem Flying Boom befinden sich zwei Schlauchausleger unter den Tragflächen und ein dritter unter dem Rumpf. Zusätzlich besteht die Möglichkeit, die Flugzeuge ebenfalls in der Luft zu betanken. Die erste Maschine traf Anfang 2011 zu abschließenden Erprobungen in Pratica di Mare ein, und im Mai des Jahres erfolgte die Indienststellung der ersten beiden Maschinen. Die vier Maschinen sind Teil der 8º Gruppo (8. Staffel/14. Geschwader) und lösten vier Boeing KC-707 ab, die von 1992 bis 2008 in Pratica di Mare stationiert waren. Die Flotte sollte gemäß der im Sommer 2022 aktualisierten Budgetplanung mit zwei neuen Boeing KC-46 ergänzt und die älteren KC-767A weitestgehend auf den technischen Stand der KC-46 gebracht werden. Eine Kommission kam im weiteren Jahresverlauf aber zu dem Ergebnis, dass es besser sei, sechs neue KC-767B, einer Version auf Basis der KC-46, zu beschaffen, die vier KC-767A an Boeing zurückzugeben und deren Restwert mit der neuen Bestellung zu verrechnen. Die im Herbst 2023 aktualisierte Budgetplanung bestätigte jedoch die Beschaffung von zwei neuen KC-767B und die Modernisierung der vier KC-767A. Im Juli 2024 wurde dieses Beschaffungsvorhaben erst auf Eis gelegt und dann eine Beschaffung von sechs Tankern völlig neu ausgeschrieben. Im Falle einer Beschaffung der KC-46 oder des A330 MRTT würden die KC-767A vorzeitig außer Dienst gestellt und verkauft.
 Japan

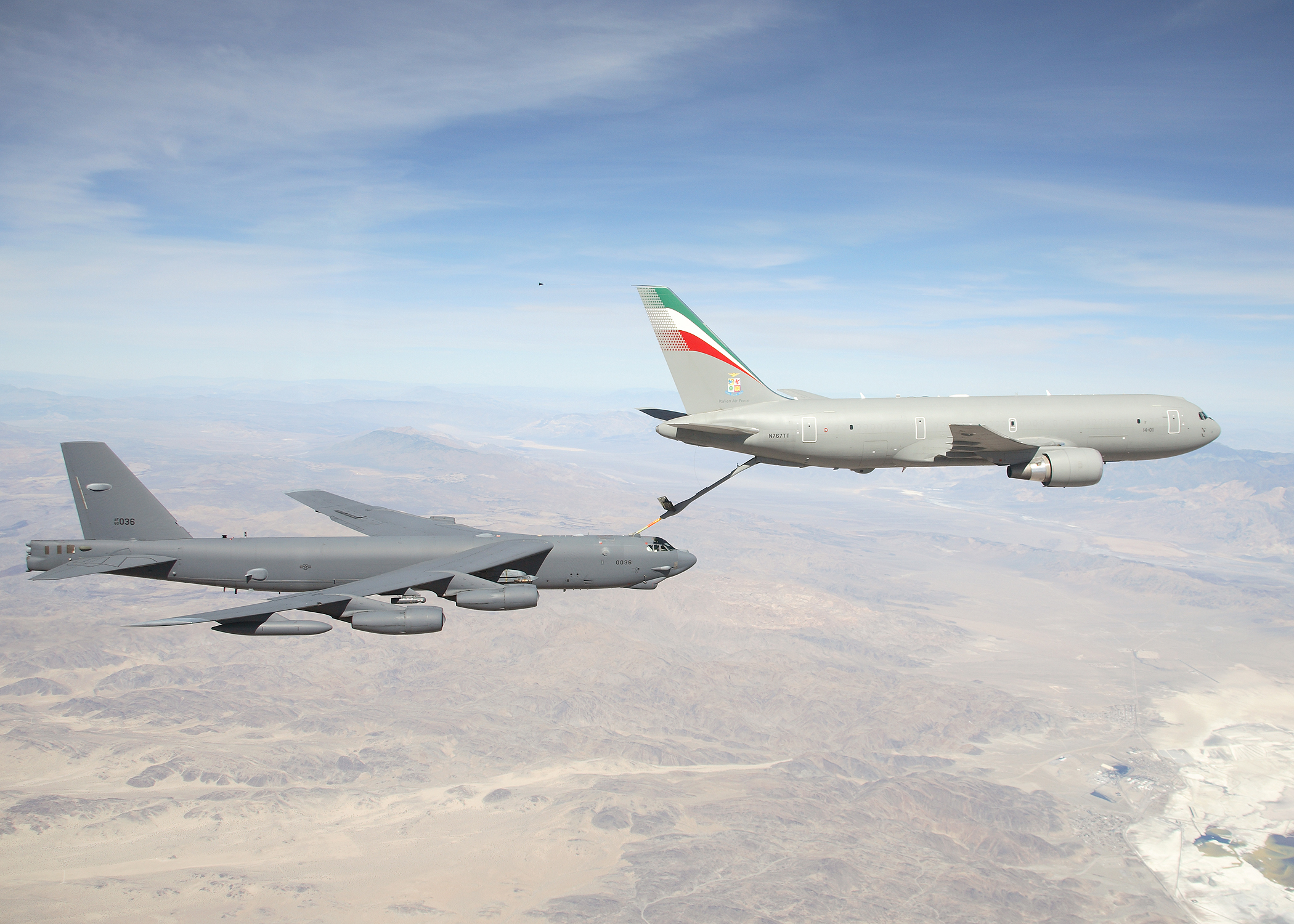
Eine KC-767 der italienischen Luftwaffe beim Betanken einer B-52

Die Version KC-767J wurde im Februar 1995 von Boeing in Erwartung einer Bestellung seitens der japanischen Selbstverteidigungsstreitkräfte der Öffentlichkeit bekannt gemacht. Zur Fertigung plante man eine Zusammenarbeit mit Kawasaki. Dort sollten die Teile der Betankungsausrüstung in die gelieferte Zelle eingebaut werden. Ursprünglich wollte Japan die Tanker bereits im Finanzjahr 1999 beschaffen, jedoch wurden wegen der schlechten wirtschaftlichen Entwicklung die Pläne zunächst gestoppt. Am 14. Dezember 2001 wurde verlautbart, dass wieder Interesse an dem Tankflugzeug bestehe. Am 4. April 2003 gab Boeing dann die Unterzeichnung eines Auftrages über vier Flugzeuge für die japanischen Luftselbstverteidigungsstreitkräfte bekannt, die inzwischen alle ausgeliefert wurden. Sie bilden die 404. Staffel, die dem 1. Taktischen Transportgeschwader in Komaki unterstellt ist.
 Vereinigtes Königreich
Der Royal Air Force wurde der Tanker als Ersatz für die Vickers-VC10- und Lockheed-TriStar angeboten. Der Gesamtbedarf belief sich auf 20–30 Maschinen und um die Kosten zu senken, sollten gebrauchte 767-300 der British Airways als Basis dienen. In dieser Ausführung hätten 121.322 Liter Kraftstoff mitgeführt werden können. Die Royal Air Force entschied sich am Ende für das Konkurrenzmodell A330 MRTT von Airbus.

#### KC-46
Im Jahr 2001 wollte die US-Luftwaffe 100 KC-767A auf Basis der B767-200ER als Ersatz für die ältesten KC-135 Stratotanker beschaffen (KC-X bzw. KC-45A-Programm), was aber wegen zu hoher Kosten und eines Bestechungsskandals im Dezember 2003 vorläufig und im Januar 2006 endgültig gestoppt wurde. In der nachfolgenden Ausschreibung um 179 neue USAF-Tanker bot Boeing im April 2007 einen auf der geplanten Frachtversion B767-200LRF beruhenden Entwurf an. Dieser vereint die Länge der 767-200 mit Strukturmerkmalen der 767-300 und der modernisierten Avionik-Ausstattung der 767-400ER.
Am 29. Februar 2008 gab die US-Luftwaffe bekannt, sich gegen die KC-767 und für das federführend von Northrop Grumman (in Kooperation mit EADS) angebotene Konkurrenzmuster KC-45, welches auf dem Airbus A330 basiert, entschieden zu haben. Boeing protestierte gegen die Entscheidung, weswegen der Zuschlag wieder aberkannt wurde. Am 9. März 2010 zog Northrop Grumman das Angebot zurück, weil die Ausschreibung unfair und auf den Konkurrenten Boeing zugeschnitten sei. Am 21. April 2010 gab EADS North America jedoch bekannt, dass man sich trotzdem an der Ausschreibung beteiligen werde.
Am 24. Februar 2011 gewann Boeing im dritten Anlauf der Ausschreibung den Auftrag über 179 Tankflugzeuge KC-46A, basierend auf der Boeing 767-2C. Die als „Jahrhundertauftrag“ bezeichnete Ausschreibung wird auf 35 Milliarden USD beziffert. Inklusive künftiger Service- und Folgeaufträge – es müssen rund 500 KC-135 ersetzt werden – könnte das Auftragsvolumen insgesamt auf etwa 100 Milliarden USD steigen.

#### IAI 767 MMTT
Die IAI 767 MMTT („Multi Mission Tanker Transport“) ist die Tankerversion der Boeing 767-200ER und -300ER. Der Tanker wurde von Israel Aircraft Industries auf Basis der -200ER für Kolumbien entwickelt. Die Maschine ist mit zwei eigenentwickelten Schlauchbehältern APR-3 ausgerüstet. Diese Behälter können bis zu 1500 Liter Kerosin in der Minute abgeben. Brasilien hat drei Tanker auf Basis der -300ER bestellt, wobei dieses Projekt zurzeit gestoppt ist. Israel selbst erwägt die Beschaffung.

#### E-10
Die Boeing E-10, die seit 2003 auf Basis der B767-400ER entwickelt worden war, sollte nach den letzten Plänen der US-Luftwaffe ab 2015 als Aufklärungsflugzeug zum Einsatz kommen und die E-8 Joint STARS, RC-135 Rivet Joint und E-3 Sentry ablösen, die alle noch auf der Boeing 707 basieren. Aus Kostengründen stellte die USAF jedoch Anfang 2007 das Programm ein.

## Zwischenfälle
Vom Erstflug 1981 bis Dezember 2019 wurden bei Zwischenfällen, Unfällen und Entführungen insgesamt 19 Flugzeuge abgeschrieben, insgesamt starben 854 Personen. Die Raten der Totalverluste im Jahr 2016 mit und ohne Todesopfer betrugen mit 0,12 bzw. 0,41 pro 1 Mio. Flüge. Insgesamt gab es in der Geschichte der Boeing 767 sieben Zwischenfälle mit Todesopfern. Beispiele:
- Am 26. Mai 1991 stürzte eine Boeing 767-300ER auf dem Lauda-Air-Flug 004 (OE-LAV) über Thailand ab. Im Reiseflug öffnete sich die Schubumkehr eines Triebwerks, woraufhin die Kontrolle über das Flugzeug verloren wurde und die Maschine noch in der Luft zerbrach. Alle 223 Menschen an Bord starben.[25]

- Am 23. November 1996 wollten Entführer die Boeing 767-200 ET-AIZ auf dem Ethiopian-Airlines-Flug 961 nach Australien umleiten. Wegen Treibstoffmangels führte die Besatzung eine Notwasserung vor den Komoren durch, wobei sich das Flugzeug überschlug und 125 der 175 Insassen umkamen.[26]

- Am 31. Oktober 1999 stürzte eine Boeing 767-300ER der Egypt Air (SU-GAP) auf dem Flug 990 von New York City (USA) nach Kairo (Ägypten) in den Atlantik. Das Flugzeug ging kurz vor dem Absturz in einen vom Ersatz-Kopiloten ausgelösten Sturzflug über. Alle 217 Menschen an Bord kamen beim Aufprall auf die Meeresoberfläche ums Leben.[27][28]

- Bei den Terroranschlägen am 11. September 2001 wurden zwei Boeing 767-200 von American Airlines (N334AA) und United Airlines (N612UA) in das World Trade Center geflogen, dabei starben 157 Menschen in den Flugzeugen sowie weitere 2142 Menschen am Boden.

- Am 15. April 2002 wurde eine Boeing 767-200ER (B-2552) während des Landeanflugs auf den Flughafen Gimhae (Südkorea) bei schlechtem Wetter in einen Berg geflogen. Die Maschine war auf dem Weg von Peking nach Busan, flog jedoch aufgrund eines Pilotenfehlers in einen Hügel nahe Busan. Bei diesem CFIT (Controlled flight into terrain) wurden 129 der 166 Menschen an Bord getötet (siehe auch Air-China-Flug 129).[29]

- Am 1. November 2011 musste eine Boeing 767-300ER der polnischen Fluggesellschaft Polskie Linie Lotnicze LOT (SP-LPC) auf dem Flughafen Warschau notlanden, da sich das Fahrwerk nicht ausfahren ließ. Bei der Bauchlandung wurde jedoch keiner der 231 Menschen an Bord verletzt. Die Maschine wurde abgeschrieben.[30][31][32]

- Am 28. Oktober 2016 fing eine Boeing 767-323ER (N345AN) beim Startlauf zum American-Airlines-Flug 383 am Flughafen Chicago O’Hare Feuer. Der Start wurde erfolgreich abgebrochen, und alle 161 Passagiere und 9 Besatzungsmitglieder konnten über Notrutschen evakuiert werden; dabei wurden ein Mitglied des Kabinenpersonals und 23 Passagiere leicht verletzt. Durch das Feuer wurde die rechte Tragfläche zerstört und das Flugzeug abgeschrieben. Ziel der Boeing 767-300ER war Miami gewesen.[33][34]

- Am 23. Februar 2019 verunglückte eine Boeing 767-300ER(BCF) (N1217A) auf dem Atlas-Air-Flug 3591 von Miami nach Houston. Sie stürzte nach einem steilen Sinkflug nahe der texanischen Stadt Anahuac in die Trinity Bay. Die drei Besatzungsmitglieder kamen bei dem Absturz ums Leben.[35]

Zwei weitere Boeing 767 der Kuwait Airways wurden bei Kriegshandlungen 1991 am Boden zerstört; sieben Boeing 767 wurden durch kleine Unfälle oder Brände am Boden zerstört.
Darüber hinaus gibt es weitere nennenswerte Zwischenfälle:
- Am 23. Juli 1983 musste eine Boeing 767-200 auf dem Air-Canada-Flug 143 (Luftfahrzeugkennzeichen C-GAUN) aufgrund einer fehlerhaften Spritmengenberechnung notgelandet werden. Die Ereignisse des Fluges wurden unter dem Titel Schreckensflug der Boeing 767 verfilmt. Die Maschine wurde bis 2008 weiterbetrieben.[36]
- Am 24. Juni 1992 entging eine Boeing 767-300ER (D-ABUZ) der deutschen Condor knapp einer Katastrophe, als sie kurz nach dem Start in Porlamar (Venezuela) mit einem Funkmast kollidierte und an der linken Tragfläche schwer beschädigt wurde. Die Piloten konnten die Maschine wieder sicher in Porlamar landen, das Flugzeug wurde später repariert und flog bis Dezember 2020 für Condor, ehe sie an die Cargo Aircraft Management verkauft und durch IAI in Tel Aviv-Jaffa zu einem Frachtflugzeug umgebaut wurde.[37][38]

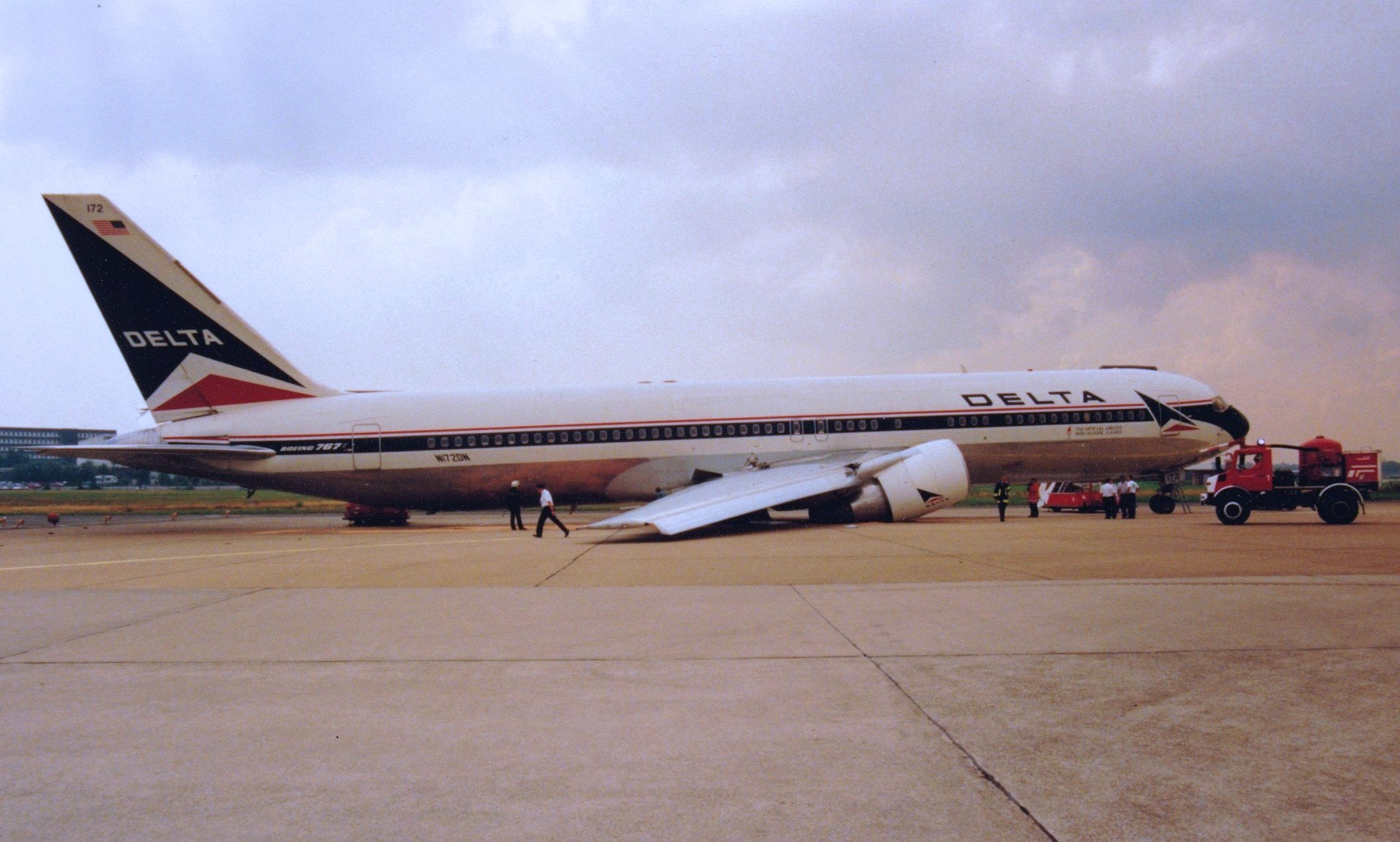
Delta Air Lines B767-300, Registration N172DN (Hamburg 16. September 1995)

- Am 16. September 1995 verunglückte eine Boeing B767-300 (MSN 312) der Delta Air Lines mit dem Kennzeichen N172DN und der Flugnummer DL069 nach dem Line-Up auf der Runway 33 des Flughafens Hamburg, als das rechte Hauptfahrwerk kollabierte. Während des Absenkens der rechten Tragfläche brach auch die hintere Aufhängung des bereits laufenden rechten Triebwerks. Besatzung und Passagiere blieben alle unverletzt, das beschädigte Flugzeug wurde repariert und Ende Oktober 1995 wieder in Betrieb genommen.[39]

## Nutzung
Bis Ende Juli 2025 wurden insgesamt 1430 Boeing 767 aller zivilen Baureihen bestellt, davon sind bisher 1336 ausgeliefert worden:
|                | 767-200 | 767-200ER | 767-2C | 767-300 | 767-300ER | 767-300F | 767-400ER | Summe |
| -------------- | ------- | --------- | ------ | ------- | --------- | -------- | --------- | ----- |
| Bestellungen   | 128     | 121       | 168    | 104     | 583       | 288      | 38        | 1430  |
| Auslieferungen | 128     | 121       | 101    | 104     | 583       | 261      | 38        | 1336  |
| Kunden         | 17      | 30–31     | 3      | 7       | 45–48     | 12–15    | 2–3       | 76–84 |

Die nach Kontinent jeweils größten Kunden der Boeing 767 (nur bis Ende Juli 2025 ausgelieferte Flugzeuge):
| Afrika                       | Afrika | Amerika                 | Amerika | Asien              | Asien | Europa                    | Europa | Ozeanien         | Ozeanien |
| ---------------------------- | ------ | ----------------------- | ------- | ------------------ | ----- | ------------------------- | ------ | ---------------- | -------- |
| Ethiopian Airlines           | 6      | FedEx Express           | 144     | All Nippon Airways | 96    | AWAS1                     | 33     | Qantas Airways   | 29       |
| Egypt Air                    | 5      | Delta Air Lines         | 117     | Japan Airlines     | 60    | British Airways           | 28     | Air New Zealand  | 8        |
| Air Algérie                  | 3      | United States Air Force | 97      | Gulf Air           | 20    | TUI Airlines              | 18     | Ansett Australia | 5        |
| Air Zimbabwe / Air Mauritius | je 2   | American Airlines       | 88      | Asiana Airlines    | 12    | SAS Scandinavian Airlines | 16     | BOC Aviation1    | 3        |

1Hierbei handelt es sich um Leasinggesellschaften.

## Technische Daten
| Kenngröße                | 767-200 | 767-200ER | 767-300 | 767-300ER | 767-300F                                                                                           | 767-400ER                                           |         |
| ------------------------ | --- | --- | --- | --- | -------------------------------------------------------------------------------------------------- | --------------------------------------------------- | ------- |
| Länge                    | 48,50 m | 48,50 m | 54,90 m | 54,90 m | 54,90 m                                                                                            | 61,40 m                                             |         |
| Spannweite               | 47,60 m | 47,60 m | 47,60 m | 47,60 m | 47,60 m                                                                                            | 51,90 m                                             | 51,90 m |
| Höhe                     | 15,80 m | 15,80 m | 15,80 m | 15,80 m | 15,90 m                                                                                            | 16,80 m                                             |         |
| Rumpfbreite              | 5,03 m | 5,03 m | 5,03 m | 5,03 m | 5,03 m                                                                                             | 5,03 m                                              |         |
| Rumpfhöhe                | 5,41 m | 5,41 m | 5,41 m | 5,41 m | 5,41 m                                                                                             | 5,41 m                                              |         |
| Kabinenbreite            | 4,70 m | 4,70 m | 4,70 m | 4,70 m | 4,70 m                                                                                             | 4,70 m                                              |         |
| Leermasse                | 80.127 kg | 82.377 kg | 86.069 kg | 90.011 kg | 86.183 kg                                                                                          | 103.147 kg                                          |         |
| max. Startmasse (MTOW)   | 142.882 kg | 179.169 kg | 158.758 kg | 186.880 kg | 186.880 kg                                                                                         | 204.116 kg                                          |         |
| Reisegeschwindigkeit     | Mach 0,80 bzw. 851 km/h (auf ca. 10.700 m Flughöhe)                                                                                     | Mach 0,80 bzw. 851 km/h (auf ca. 10.700 m Flughöhe) | Mach 0,80 bzw. 851 km/h (auf ca. 10.700 m Flughöhe) | Mach 0,80 bzw. 851 km/h (auf ca. 10.700 m Flughöhe)                                                                                                | Mach 0,80 bzw. 851 km/h (auf ca. 10.700 m Flughöhe)                                                | Mach 0,80 bzw. 851 km/h (auf ca. 10.700 m Flughöhe) |         |
| Reichweite               | 4.074 bis 7.223 km | 9.075 bis 12.223 km | 4.074 bis 9.075 km | 7.593 bis 11.297 km | 5.926 bis 11.297 km                                                                                | 8.704 bis 10.454 km                                 |         |
| max. Sitzplatzanzahl     | 2551 / 2902 | 2551 / 2902 | 2903 / 3514 | 2903 / 3514 | keine (bis zu 58 t / 552,4 m³ Fracht)                                                              | 375                                                 |         |
| typische Sitzplatzanzahl | 181 bis 224 | 181 bis 224 | 218 bis 269 | 218 bis 269 | keine (bis zu 58 t / 552,4 m³ Fracht)                                                              | 245 bis 305                                         |         |
| Triebwerke (je 2×)       | P&W JT9D-7R4E mit je 227 kN Schub oder Pratt & Whitney PW4052 mit je 228 kN Schub oder General Electric CF6-80C2-B2 mit je 238 kN Schub | P&W JT9D-7R4E mit je 227 kN Schub oder Pratt & Whitney PW4056 mit je 257 kN Schub oder General Electric CF6-80C2-B4 mit je 263 kN Schub oder Rolls-Royce RB211-524H mit je 275 kN Schub | P&W JT9D-7R4E mit je 227 kN Schub oder Pratt & Whitney PW4052 mit je 228 kN Schub oder General Electric CF6-80C2-B2 mit je 238 kN Schub oder Rolls-Royce RB211-524H mit je 275 kN Schub | Pratt & Whitney PW4062 mit je 275 kN Schub oder General Electric CF6-80C2-B7F1 mit je 275 kN Schub oder Rolls-Royce RB211-524H mit je 275 kN Schub | Pratt & Whitney PW4062 mit je 275 kN Schub oder General Electric CF6-80C2-B7F1 mit je 275 kN Schub |                                                     |         |
| Erstflug                 | 26. September 1981 | 6. März 1984 | 30. Januar 1986 | 9. Dezember 1986 | 20. Juni 1995                                                                                      | 9. Oktober 1999                                     |         |
| Indienststellung         | 8. September 1982 (United Airlines) | 27. März 1984 (El Al) | 20. Oktober 1986 (Japan Airlines) | 3. März 1988 (American Airlines) | 16. Oktober 1995 (UPS Airlines)                                                                    | 14. September 2000 (Delta Air Lines)                |         |

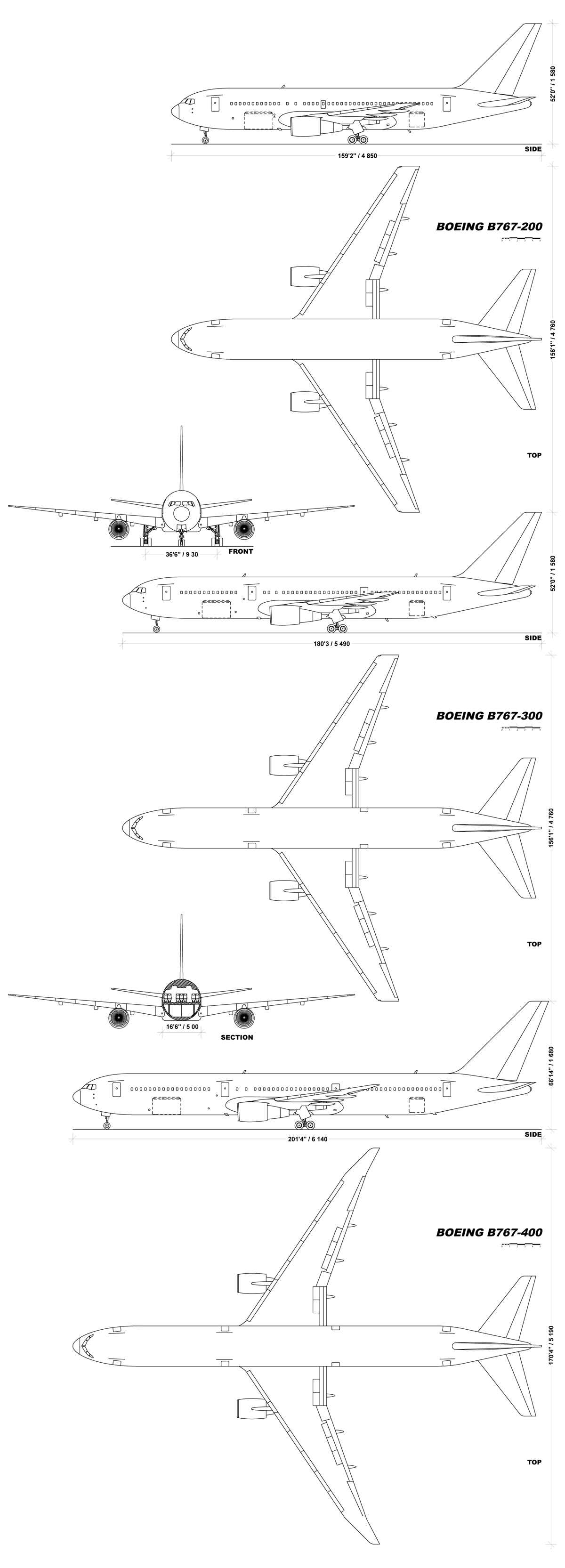
Boeing 767

1 mit vier Passagiertüren und zwei Notausgängen über den Tragflächen

2 mit vier Passagiertüren und vier Notausgängen über den Tragflächen

3 mit vier bzw. sechs Passagiertüren und vier bzw. zwei Notausgängen über den Tragflächen

4 mit sechs Passagiertüren sowie zwei großen Notausgängen hinter den Tragflächen